# USS Maine (ACR-1)
La USS Maine (ACR-1, poi Second Class Battleship) fu una corazzata pre-dreadnought varata nel 1889, che affondò a causa di un'esplosione, il 15 febbraio 1898 alle 21:40, dando il via alla guerra ispano-americana.

## Progetto
Nonostante fosse ritenuta vecchia già all'entrata in servizio, la nave aveva delle innovazioni rispetto agli standard della US Navy. La sua batteria principale, composta da due torri binate da 254 mm, era montata en echelon, cioè con ognuna delle torri disassata verso una diversa fiancata; per ospitarle erano stati creati dei ringrossi nello scafo (sponson), con delle fessure nella sovrastruttura che permettevano di allargare l'arco di tiro. A differenza delle navi precedenti che ospitavano alberi velici, grazie alla migliorata affidabilità dei motori la nave portava solo due alberi militari.
Il suo sperone era antiquato anche se simile a quelli di molte navi contemporanee e, se usato contro una nave similare, avrebbe creato grossi danni anche all'attaccante, per cui la sua capacità offensiva a distanza ravvicinata si basava realmente sui quattro tubi lanciasiluri da 18". Il suo progetto venne basato sulla necessità di contrastare le moderne navi da guerra europee ma soprattutto la nuova corazzata brasiliana Riachuelo.
Progettata e varata come incrociatore corazzato (armored cruiser, da cui la sigla ACR), nel 1894, prima ancora di entrare in servizio, venne riclassificata come corazzata di seconda classe.

## Servizio
La nave è nota principalmente per il suo catastrofico affondamento, poiché saltò in aria nella baia dell'Avana fornendo il pretesto per lo scoppio della guerra ispano-statunitense; l'opinione pubblica statunitense al grido di "Remember the Maine! To Hell with Spain!" pretese l'intervento a favore dei ribelli per vendicare il supposto "affronto" alla potenza nazionale.
Gli spagnoli cercarono di cooperare al fine che venissero raccolti gli elementi che provassero la loro estraneità. Una prima commissione di inchiesta statunitense, attivata nel 1898 e presieduta dal capitano William T. Sampson, concluse anche avvalendosi del parere di esperti della marina e di immersioni di sommozzatori sul relitto, che la detonazione della santabarbara dei proiettili da sei pollici a prua venne causata da una mina esterna, all'altezza della centina 18 (vicina alla prua). Si pensa che possano essere stati gli stessi statunitensi per giustificare l'intervento contro la Spagna.

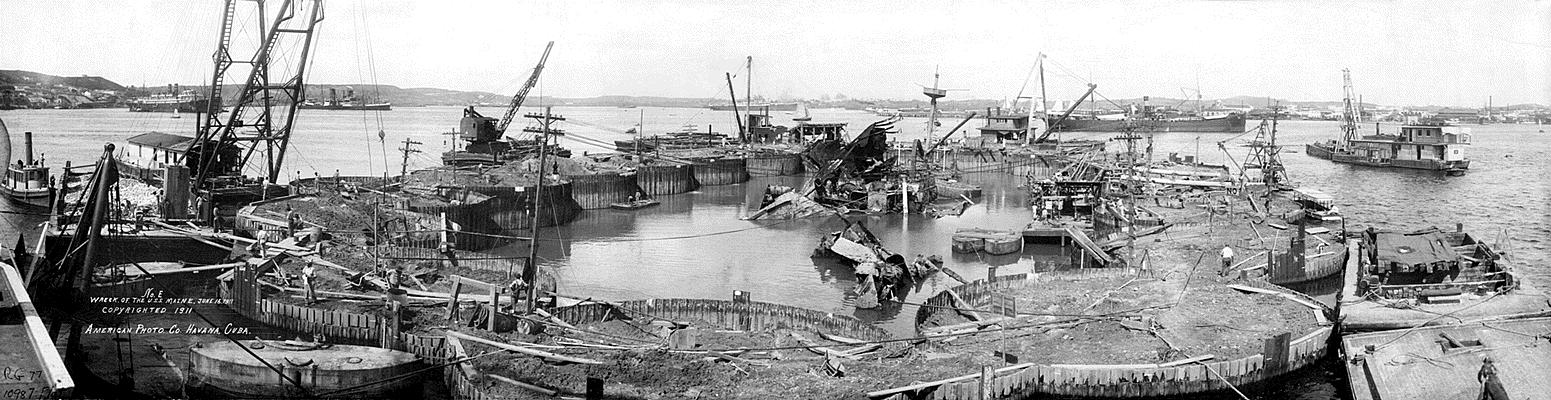
Il relitto del Maine circondato da un bacino temporaneo, il 16 giugno 1911

La nave venne poi recuperata nel 1911, utilizzando un bacino temporaneo fatto da cassoni di fondazione (cofferdam), dopo aver tagliato la sezione di prua e pompato aria compressa in fori praticati nello scafo, al fine di sollevare la nave dal fondale melmoso; vari pezzi, come alberi e plancia, vennero recuperati per essere musealizzati; una volta a galla, ai buchi vennero adattate delle valvole di allagamento che vennero usate per il successivo affondamento; il relitto venne trainato al largo dal rimorchiatore Osceola, scortato dall'incrociatore corazzato North Carolina e dall'incrociatore leggero Birmingham ed affondato riallagandolo in un fondale di circa 1100 m.